# Floro
Lúcio ou Públio Aneu Floro (em latim: Lucius ou Licius Annaeus Florus, século I – século II) foi um historiador latino de origem africana. Surge referido de várias formas: o primeiro nome quer como Lúcio quer como Públio, e um dos nomes de família como Aneu ou Ânio. Embora se saiba que existiam vários autores com nomes iguais ou muito parecidos, a maioria dos historiadores concorda que estes nomes tratam da mesma pessoa.
Era amigo do imperador Adriano e viveu muito tempo em Roma e Tarraco (Hispânia).
É o autor do Compêndio da História Romana, panegírico da glória de Roma e uma das fontes principais de informação acerca das Guerras Cantábricas.